# Glenn Beck
Pour les articles homonymes, voir Beck.
Glenn Lee Beck, né le 10 février 1964 à Everett dans l'État de Washington, est un polémiste américain. Animateur de radio, commentateur sur la chaîne de télévision Fox News et écrivain, il se définit comme libertarien et conservateur.

## Biographie

### Son enfance
Glenn Lee Beck grandit à Mount Vernon, dans l'État de Washington, où ses parents William et Mary Beck possédaient une boulangerie. Glenn et ses deux sœurs furent scolarisés dans une école privée catholique. Durant son enfance, il se passionna pour l'univers de la radio, notamment les émissions produites par Orson Welles dans les années 1930 qu'il découvrit sur la compilation Golden Years of Radio. À 13 ans, il remporta un concours organisé par la station de radio locale KBRC, ce qui lui permit de participer à sa première émission en passant des disques à l'antenne durant une heure. Lorsque le couple divorça en 1977, Mary et son jeune fils s'installèrent à Puyallup. En mai 1979, Mary Beck se noya dans le Puget Sound et Glenn retourna chez son père, alors installé à Bellingham. Il travailla chaque week-end dans une station de Seattle, KUBE 93. Après ses études secondaires, il choisit de poursuivre une carrière de disc jockey au lieu d'entrer à l'université.

### Carrière radiophonique

#### Émissions matinales
En 1982, Glenn Beck fut engagé par K 96, une station basée à Provo dans l'Utah et appartenant au groupe First Media, dirigé par des membres de l'Église de Jésus-Christ des saints des derniers jours. L'année suivante il passa sur WPGC, une autre station du groupe couvrant la région de la capitale fédérale Washington DC. Entre 1983 et 1985, il travailla pour KZFM, station de format « Top 40 » basée à Corpus Christi au Texas. Il y anima une émission matinale dans un genre très populaire aux États-Unis durant les années 1980, le morning zoo. Dans ce type d'émission, une équipe d'animateurs diffusait les succès du hit-parade et interprétait des sketches en modifiant leurs voix pour incarner à l'antenne des personnages comiques. Beck animait son show, baptisé The Morning Zoo, en solo, tout en appliquant les recettes ayant rendu le genre populaire. Il inventa un personnage nommé Clydie Clyde et inspiré par les voix des Muppets. L'animateur parvint à maintenir les chiffres d'audience de KZFM face à la station concurrente KITE.
En 1985, Beck fut recruté par WRKA, une station de Louisville, la plus grande ville du Kentucky, afin de rajeunir son audience. Il y anima une émission matinale, toujours au format morning zoo, baptisée Captain Beck and the A-Team. L'année suivante, à la suite du bombardement de la ville libyenne de Tripoli par les États-Unis en représailles au soutien présumé du pays à une action terroriste, il exprima pour la première fois des convictions politiques à l'antenne en soutenant l'action de l'administration Reagan. Devant la chute des audiences de ses programmes matinaux, WRKA licencia l'animateur. Il retrouva un emploi sur les ondes de KOY FM, une station de Phoenix en Arizona, où il fit équipe avec Tim Hattrick. Le duo était en concurrence avec Bruce Kelly, un ancien collègue de Beck alors employé par KZZP. Après avoir démissionné de KOY FM, Beck fut recruté en 1989 par la station KRBE de Houston. Malgré un salaire confortable, il ne parvint pas à améliorer les scores d'audience de la station texane, qui le licencia. Cet échec ternit sa réputation et, selon Beck, son émission sur KRBE reste la plus embarrassante de toute sa carrière radiophonique (« It’s the most embarrassing thing I ever did on radio. »),.
En 1990, Glenn Beck fut engagé par WBSB, une station de Baltimore dont l'audience était sur le déclin. Durant un an, il anima en compagnie de Pat Gray une émission de divertissement, diffusée le matin. Les canulars du duo ne parvenant pas à attirer de nouveaux auditeurs, la station licencia Gray, puis Beck. Le duo vécut de ses indemnités de licenciement durant plusieurs mois, sans pouvoir retrouver un emploi dans une station de la même importance. En 1992, ils furent finalement engagés par WKCI-FM, une petite station située à New Haven dans le sud du Connecticut. Atteint de trouble du déficit de l'attention, Beck dut suivre un traitement médicamenteux. Sous l'emprise de l'alcool et des drogues, l'animateur fut victime de pulsions suicidaires. Il s'inscrivit aux alcooliques anonymes en 1994.
Entre 1997 et 1999, Glenn Beck anima une émission matinale de WKCI en compagnie de Vinnie Penn. La direction de la station désirait attirer un public jeune, mais Beck était de plus en plus intéressé par les talk shows au contenu politique et écoutait régulièrement les émissions de Bob Grant (en), l'un des pionniers du format talk radio, et de Rush Limbaugh. Ses longues conversations avec les auditeurs sur des sujets politiques étant selon sa direction inadaptées au format de son show matinal, il les réserva à une seconde émission, diffusée sur la bande AM. En 1998, grâce à son agent, il fut invité à plusieurs reprises dans l'émission de débat The Weekend, diffusée par la radio d'informations new-yorkaise WABC, qui employait notamment Limbaugh et Sean Hannity. En cours d'année, WKCI décida de ne pas renouveler le contrat de Beck. L'animateur fut recruté par WFLA, une station d'information et de débat basée à Tampa en Floride et appartenant à Clear Channel.

### Carrière télévisuelle
- Glenn Beck (en)

### Prises de position
Connu comme conservateur et pro républicain, Glenn Beck a dit d'un discours de Michelle Obama « C’est le discours politique le plus réussi que j’ai entendu depuis Ronald Reagan. Cela me tue de le dire. ».
Il est également proche du Tea Party. Selon lui, ce ne sont pas les djihadistes qui « tentent de détruire notre pays », mais « les communistes », le terrorisme représentant pour lui une menace bien moins importante que le socialisme pour les États-Unis.

## Vie familiale
Glenn Beck rencontra Claire, sa première épouse, en 1983. Ils étaient tous deux employés par la station de radio WPGC, basée à Washington DC. La première de leurs deux filles naquit alors que Beck travaillait pour KOY FM à Phoenix. Victime d'un accident vasculaire cérébral durant l'accouchement, elle souffre d'infirmité motrice cérébrale. Le couple divorça en 1994. Beck fit la connaissance de sa seconde épouse, Tania, en 1998. Ils firent des projets de mariage, mais Tania insista pour qu'ils trouvent une église avant de fonder une famille. Ils assistèrent alors à des offices de différentes confessions. Pat Gray, un ancien collègue de Beck, lui proposa d'assister à un office mormon. Malgré son scepticisme, il devint membre de l'Église de Jésus-Christ des saints des derniers jours en octobre 1999.
Il annonce, dans une interview de 2008 accordée à Ty Pennington, souffrir de TDAH depuis son enfance.

## Ouvrages
- (en) The Real America : Messages from the Heart and Heartland, Simon & Schuster, 2003, 256 p. (ISBN 978-0-7434-8633-0)
- (en) An Inconvenient Book : Real Solutions to the World's Biggest Problems, Simon & Schuster, 2007, 295 p. (ISBN 978-1-4165-5219-2)
- (en) The Christmas Sweater, Simon & Schuster, 2008, 284 p. (ISBN 978-1-4165-9485-7)
- (en) Glenn Beck's Common Sense : The Case Against an Out-of-Control Government, Simon & Schuster, 2009, 174 p. (ISBN 978-1-4391-6857-8)
- (en) Arguing with Idiots : How to Stop Small Minds and Big Government, Simon & Schuster, 2009, 325 p. (ISBN 978-1-4165-9501-4)
- (en) Broke : The Plan to Restore Our Trust, Truth and Treasure, Threshold Editions, 2010, 416 p. (ISBN 978-1-4391-8719-7)